# Жовтофіолі
«Жовтофіолі» (англ. Wallflowers) — американська драма режисера Джеймса Лео Міена 1928 року.

## У ролях
- Г'ю Тревор — Руфус
- Мейбл Жюльєнна Скотт — Шеррі
- Чарльз А. Стівенсон — містер Фіск
- Джин Артур — Сандра
- Лола Тодд — Теодора
- Темпе Піготт — місіс Клейборн
- Кроуфорд Кент — Мейлзбі
- Реджинальд Сімпсон — Маркагам